# Giulio Piazza
Giulio Piazza (ur. 13 marca 1663 w Forlì, zm. 23 kwietnia 1726 w Faenzy) – włoski biskup rzymskokatolicki, kardynał.

## Życiorys
Urodził się 13 marca 1663 roku w Forlì, jako syn Francesca Piazzy and Francesci Savorelli. W latach swojej młodości, został wysłany do Rzymu, gdzie jego wuj, Camillo Piazza pełnił funkcję prałata przy Świętym Oficjum. Pobierał nauki w Collegio Clementino, a następnie uzyskał doktorat utroque iure. W 1688 roku został referendarzem Najwyższego Trybunału Sygnatury Apostolskiej, a osiem lat później – klerykiem Kamery Apostolskiej. W latach 1690–1696 pełnił rolę internuncjusza apostolskiego w Belgii. 2 grudnia 1697 roku został mianowany tytularnym arcybiskupem Rodos, otrzymując dyspensę, za brak święceń prezbiteratu. Dwadzieścia dni później otrzymał sakrament święceń i sakrę. Od stycznia 1698 do czerwca 1703 był nuncjuszem apostolskim w Konfederacji Szwajcarskiej, a od czerwca 1703 do sierpnia 1706 – w Królestwie Niemieckim. 31 lipca 1706 roku został mianowany przedstawicielem Stolicy Apostolskiej w Rzeczypospolitej Obojga Narodów. W tym samym roku został także arcybiskupem tytularnym Nazaretu. W 1707 alarmował papieża Klemensa XI o rzekomym porzuceniu katolicyzmu przez króla Polski, konwertytę Augusta II. W grudniu 1707 roku zrezygnował z funkcji dyplomatycznej w Rzeczypospolitej, a dwa lata później został mianowany nuncjuszem przy cesarzu rzymskim. 21 lipca 1710 roku został arcybiskupem ad personam Faenzy. 18 maja 1712 roku został kreowany kardynałem prezbiterem a dwa lata później otrzymał kościół tytularny San Lorenzo in Panisperna. Jesienią 1713 roku zrezygnował z nuncjatury przy cesarzu. W Faenzy dokonał modernizacji katedry, a także uczestniczył w synodzie biskupim w 1723 roku. Brał udział w konklawe 1721, którego członkowie wybrali Innocentego XIII i w konklawe 1724, gdzie dokonano elekcji Benedykta XIII (musiał je opuścić przed końcem, z powodu choroby). Zmarł 23 kwietnia 1726 roku w Faenzy.